# 成姓 (韩国)
成姓是一个朝鲜语姓氏。2000年韓國人口普查發現有167,903人擁有這個姓氏，比1985年人口普查的158,385人增加了6%，但是一增幅遠低於同期韓國總人口的15%增幅。成姓的起源只有一个本貫，其位于今大韩民国庆尚南道昌寧郡，即昌寧成氏（韓語：창녕 성씨）。這也是他們構成當地人口最集中的地方，本郡成姓人口有2,360人（3.61%）。

## 起源
據韓國編纂的《國祖文獻備考》（국조문헌비고）記載，周文王第七子郕叔武受封郕国，其後裔以郕國的國名為姓，並流入了朝鮮半島。
成己（성기）是古朝鮮的大臣，並於公元前109年抵抗了漢朝對古朝鮮的入侵。成忠（성충）是百濟的大臣，被記錄在了《三國史記》中。
目前成氏的祖先是是高麗時期的户長成仁輔。成仁輔的孫子公弼、韓弼兄弟分別成為路上派和路下派的祖先。路上派在朝鲜王朝时期的嶺南作為一個有聲望的氏族而繁榮起來。在朝鮮王朝期間，成姓產生了文科及第者134人、上申5人、大提学2人、清白吏5人。

## 人口
韩国國立國語院根據2007年韓國護照申請數據進行的一項研究發現，67.4%的成姓在護照上用拉丁字母拼寫為Sung。修訂後的羅馬拼寫Seong以29.4%位居第二。更罕見的替代拼寫（其餘3.2%）包括Seung、Shung和耶魯羅馬化拼寫Seng。成姓的名人有：
- 成三問：李氏朝鮮前期的学者和政治家。
- 成希顔：李氏朝鮮前期的学者和政治家。
- 成蕙琳：北韓電影演員，金正日的第二任妻子。
- 成始璄：韓國著名男歌手。
- 成宥利：韓國女歌手和演員。
- 成允模：2018年産業通商資源部長官，政治家。
- 成韓彬：韓國男歌手、專業Waacking和Tutting舞者。為限定團體ZEROBASEONE的成員，並擔任隊長。